# 8th Infantry Division (Vereinigte Staaten)
Die 8th Infantry Division (deutsch 8. US-Infanteriedivision) war ein Großverband der US Army. Sie ist seit dem 17. Januar 1992 inaktiv.

## Abzeichen und Spitzname
Die Division besitzt zwei verschiedene Spitznamen. Den ersten, PATHFINDER DIVISION, nahm die Division bereits bei ihrer Aufstellung im Jahr 1918 zu Ehren des „Pfadfinders“ Generalmajor John C. Frémont (1813–1890), der weite Teile des noch unbesiedelten Westens der USA erschloss, an. Der zweite, GOLDEN ARROW DIVISION, kam hinzu, nachdem die Einheit ihr Abzeichen geschaffen hatte, eine weiße Acht auf blauem Grund, durchstochen von einem goldenen Pfeil.

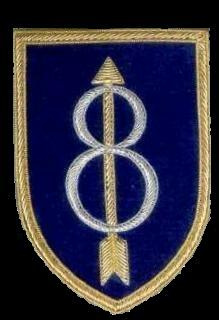
Das Schulterabzeichen der 8th Infantry Division
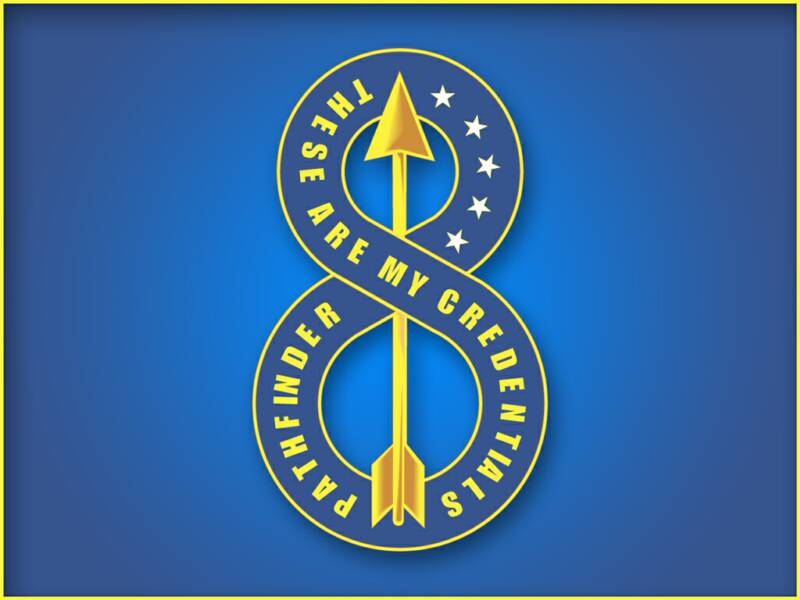
Das Einheitsabzeichen der 8th Infantry Division
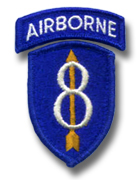
Das Abzeichen der Airborne der 8th Infantry Division
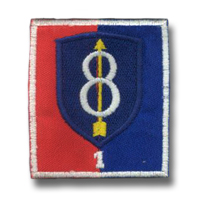
Das Abzeichen der 1. Brigade der 8th Infantry Division
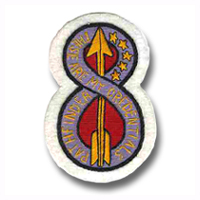
Das Abzeichen des NCBU der 8th Infantry Division
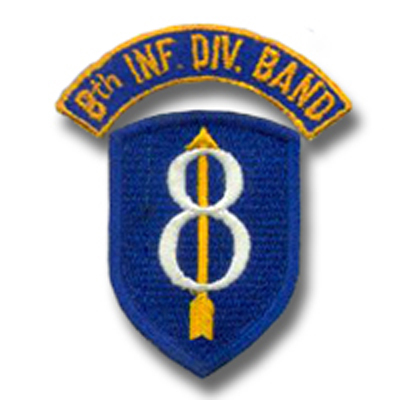
Das Abzeichen der Band der 8th Infantry Division

## Geschichte

### Aufstellung und Erster Weltkrieg
Die Aufstellung der Division als Teil der Regular Army erfolgte auf eine Anordnung des War Department vom 17. Dezember 1917 in Camp Fremont, Kalifornien. Im Oktober 1918 wurden die ersten Einheiten nach Europa verschifft, ohne noch an Kampfhandlungen teilzunehmen. Teile der Division (8. Infanterieregiment) waren nach dem Waffenstillstand im Brückenkopf Koblenz stationiert. Bis August 1919 wurden alle Einheiten wieder in die USA überführt, wo die Division demobilisiert wurde.

### Zweiter Weltkrieg
Die 8th Infantry Division wurde am 1. Juli 1940 reaktiviert und Ende 1943 nach Europa verschifft. Nach einer Ausbildungsphase in Nordirland landete sie am 4. Juli 1944 an Utah Beach und griff als Teil des VIII Corps in die Kämpfe um den Normandie-Brückenkopf ein. Nach ihrer Teilnahme an der Schlacht um die Bretagne wurde sie im Herbst 1944 an die Westfront verlegt, wo sie in der Schlacht im Hürtgenwald eingesetzt wurde. Sie erreichte die Rur im Dezember 1944. Ende Februar 1945 wurde dieser Fluss überquert und Düren eingenommen, Anfang März wurde bei Rodenkirchen der Rhein erreicht. Im April 1945 beteiligte sich die Division an der Schließung des Ruhrkessels. Sie wurde kurz vor Kriegsende dem XVIII (Airborne) Corps zugeteilt und erreichte in den letzten Kriegstagen Schwerin, nachdem sie an der Befreiung des KZ Wöbbelin teilgenommen hatte. Im Juli 1945 kehrte sie in die USA zurück, wo sie im November deaktiviert wurde. Bereits im Jahr 1950 wurde die Division zunächst als Ausbildungseinheit in Fort Jackson in South Carolina wiederbelebt. Im Jahr 1954 wurde sei wieder als reguläre Infanteriedivision in Dienst gestellt.

### Die 1950er und 1960er Jahre
Bereits 1955 gab die Armeeführung bekannt, dass die Division an der Operation Gyroscope, dem turnusmäßigen Austausch ganzer Divisionen in Westdeutschland, teilnehmen sollte. Im Oktober 1956 verlegten die ersten Einheiten nach Europa zur 7. US-Armee. Am 14. Dezember 1957 wurde der Stab in Bad Kreuznach eingerichtet. Seit 1958 wurden der Division zwei Airborne-(Luftlande-)Bataillone zugeschlagen, eine Besonderheit für eine mechanisierte Infanteriedivision.
Anlässlich des Mauerbaus im August 1961 wurde das 18th Infantry Regiment zur Unterstützung der dortigen Einheiten nach West-Berlin gesandt. Der Rest des Jahrzehnts war geprägt von zahlreichen und großangelegten Übungen mit Landungen in Dänemark, Spanien und der Türkei.
1963 wurde die Division, wie alle anderen auch, umgegliedert in Brigaden, Regimenter und Bataillone. Dabei wurde die 1. Brigade komplett aus in Mainz (Lee Barracks) stationierten Luftlandeeinheiten gebildet. Im selben Jahr fand im Rahmen der Operation BIG LIFT eine Großübung statt, zu der rund 16.000 Soldaten der 2nd Armored Division aus den USA eingeflogen wurden, die ihr Großgerät aus Depots in der Pfalz und Frankreich übernahmen und zusammen mit der „deutschen“ 3. US-Panzerdivision, 8. US-Infanteriedivision und dem 3. gepanzerten Kavallerieregiment eine Manöverstreitmacht von über 40.000 Soldaten und 12.000 Fahrzeugen ergaben. Nach einem „Gegenangriff“ der feindlichen Kräfte wurde der Main bei Aschaffenburg überquert und die Übung endete mit einer großen „Panzerschlacht“ mit über 800 Panzern der Typen M48 Patton und M60 im Raum Gießen.

### Die 1970er Jahre
1970 wurde das Aufklärungsbataillon der 3. Brigade als erstes in Europa mit dem neuen Spähpanzer M551 Sheridan ausgestattet. Im selben Jahr erhielt die Division, wiederum als erste, ein eigenes Flugabwehrbataillon mit Panzern vom Typ M163 Vulcan. 1973 wurden die Airborne-Einheiten von der Division abgezogen und die 1. Brigade wurde nun durch mechanisierte Infanteriebataillone gebildet.

### Die 1980er Jahre
1983 erhielt die Division, als erste in Deutschland, eine direkt unterstellte Raketenwerferbatterie. Diese war ausgestattet mit 9 Fahrzeugen M933 MLRS, Multiple Launch Rocket System, zu deutsch mittleres Artillerie Raketen-System MARS-Werfer.
Im selben Jahr wurde der neue Kampfpanzer M1 Abrams eingeführt.
1984 bekam die Division eine Kampfhubschrauberbrigade als 4. Brigade. Mitte der achtziger Jahre bekam die Division für jede der Kampfbrigaden (3) ein Panzerhaubitzenbataillon mit drei Batterien der Fahrzeuge M109 Paladin. Im Jahre 1990 bestand folgende Gliederung:
- Stab und Stabskompanie in Bad Kreuznach
- 1. Brigade in Mainz
- 2. Brigade in Baumholder
- 3. Brigade in Mannheim
- 4. Brigade (Heeresfliegerbrigade) am Flugplatz Mainz-Finthen mit der Cavalry in Mannheim
- DICSOM (Divisionsunterstützungskommando) in Bad Kreuznach
- DIVENG (Pioniere) in Dexheim (Anderson Barracks)
- DIVARTY (Artillerie) in Baumholder
- MI Bn (Aufklärung) in Bad Kreuznach
- ADA Bn (Flugabwehr) in Mainz

### Inaktivierung
Die 8. US-Infanteriedivision wurde am 17. Januar 1992 bei einer feierlichen Zeremonie in Bad Kreuznach inaktiviert. Ihren Standort nahm umgehend die 1. US-Panzerdivision ein, die aus dem mittelfränkischen Raum abgezogen wurde.

## Kommandeure
- Oberst Elmore F. Taggart (5. Januar 1918 – 15. Februar 1918)
- Oberst G. L. Van Deusen (15. – 25. Februar 1918)
- Brigade-General Joseph D. Leitch (25. Februar 1918 – 10. März 1918)
- Generalmajor John Frank Morrison (10. – 18. März 1918)
- Generalmajor Joseph D. Leitch (18. März 1918 – 18. Juli 1918)
- Generalmajor William S. Graves (18. Juli 1918 – 4. August 1918)
- Brigade-General Joseph D. Leitch (4. August – 2. September 1918)
- Generalmajor Eli Alva Helmick (2. September – 20. November 1918)
- Brigade-General John Jewsbury Bradley (20. – 26. November 1918)
- Generalmajor Eli Alva Helmick (26. November 1918 – Januar 1919)
- Generalmajor Philip B. Peyton (Juni 1940 – Dezember 1940)
- Generalmajor James P. Marley (Dezember 1940 – Februar 1941)
- Generalmajor William E. Shedd (Februar 1941)
- Generalmajor Henry Terrell Jr. (März 1941)
- Generalmajor James P. Marley (April 1941 – Juli 1942)
- Generalmajor Paul E. Peabody (August 1942 – Januar 1943)
- Generalmajor William C. McMahon (Februar 1943 – Juli 1944)
- Generalmajor Donald A. Stroh (Juli 1944 – Dezember 1944)
- Generalmajor William G. Weaver (Dezember 1944 – Februar 1945)
- Generalmajor Bryant Moore (Februar 1945 – November 1945)
- Generalmajor William M. Miley (November 1945)
- Brigade-General John A. Dabney (Januar 1953 – Januar 1954)
- Generalmajor Riley E. Ennis (Januar 1954 –  Juni 1954)
- Generalmajor Harry J. Collins (Juni 1954 –  August 1954)
- Generalmajor Thomas Leonard Harrold (August 1954 –  November 1954)
- Generalmajor Thomas L. Sherburne (September 1954 –  November 1954)
- Generalmajor John G. Van Houten (November 1954 –  Januar 1956)
- Generalmajor Thomas M. Watlington (Juni 1956 –  August 1957)
- Generalmajor Philip F. Lindman (August 1957 –  März 1959)
- Generalmajor Lloyd R. Moses (März 1959 –  Oktober 1960)
- Generalmajor Edgar C. Doleman (Oktober 1960 –  Oktober 1961)
- Generalmajor Andrew J. Goodpaster (Oktober 1961 –  Oktober 1962)
- Generalmajor Stanley R. Larsen (November 1962 –  April 1964)
- Generalmajor Joseph R. Russ (April 1964 –  April 1966)
- Generalmajor Patrick F. Cassidy (April 1966 –  Juni 1968)
- Generalmajor George L. Mabry Jr. (Juni 1968 –  Februar 1969)
- Generalmajor Elmer H. Almquist (Februar 1969 –  August 1970)
- Generalmajor Donald V. Rattan (August 1970 –  Mai 1972)
- Generalmajor Frederic E. Davison (Mai 1972 –  Oktober 1973)
- Generalmajor Joseph C. McDonough (Oktober 1973 –  Juli 1975)
- Generalmajor John Cleland (Juli 1975 –  Juni 1977)
- Generalmajor Paul F. Gorman (Juni 1977 –  Mai 1979)
- Generalmajor William J. Livsey (Mai 1979 –  Juni 1981)
- Generalmajor Carl E. Vuono (Juni 1981 –  Juni 1983)
- Generalmajor Charles W. Dyke (Juni 1983 –  Juni 1985)
- Generalmajor Orren R. Whiddon (Juni 1985 –  Juni 1987)
- Generalmajor Calvin Waller (Juni 1987 –  Juni 1989)
- Generalmajor David M. Maddox (Juli 1989 –  November 1990)
- Generalmajor John P. Otjen (November 1990 –  Januar 1992)
- Einheit inaktiv (seit Januar 1992)